# مطار الأقصر الدولي
مطار الأقصر الدولي (إياتا: LXR، إيكاو: HELX) هو المطار الأساسي الذي يخدم مدينة الأقصر، يقع على بعد 6 كم شرق المدينة، وفي مايو عام 1946 تسلمت سلطة الطيران المدني المصرية هذا المطار ومركز المراقبة الجوية ومحطة الأرصاد الجوية من السلطة العسكرية الإنجليزية، ولأهمية هذا المطار لوقوعه في أهم منطقة آثار في العالم قامت الهيئة بعمليات تطوير متتالية له بغرض تهيئته لاستقبال السائحين من مختلف بقاع العالم.

## أعمال التطوير

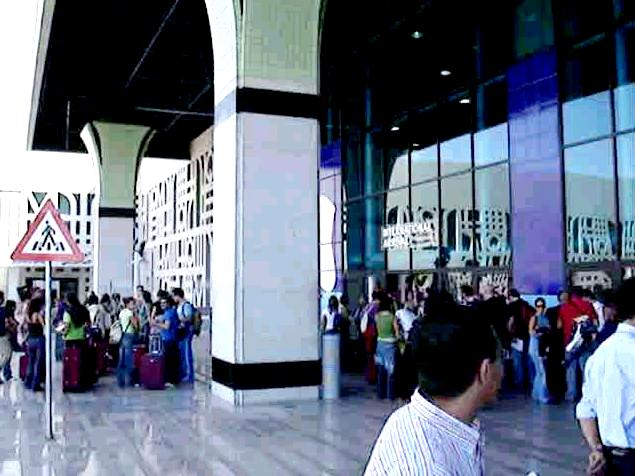
جانب من إحدى بوابات مطار الأقصر الدولي.

بدأت أعمال تطوير مطار الأقصر القديم في عام 1984 وافتتحت في عام 2005 بتكلفة 450 مليون جنيه. اشتملت أعمال التطوير على مبنى الركاب، الممرات، المباني الخدمية، تجهيزات نظم المعلومات والأمن، نظم قواعد البيانات ومراقبة ومتابعة الحقائب، تحديث وإحلال نظام إنارة الممر الرئيسي والممر المساعد، تطوير شبكة التغذية الكهربائية.
ارتفعت الطاقة الاستيعابية للمطار من 800 راكب في الساعة إلى 4000 راكب في الساعة بإجمالي 7.5 مليون راكب سنوياً، ومن 21 طائرة إلى 33 طائرة بعد إنشاء ترماك جديد يستوعب 12 طائرة مختلفة الطرازات. ويتكون مبنى الركاب الجديد من ثلاثة مستويات بمساحة إجمالية 55 ألف متر تضم مناطق التحميل لسيور السفر والوصول بمسطح 5000 متر وصالتين للوصول وللسفر الدولي وصالتين للسفر والوصول المحلي بإجمالي 48 «كاونتر»، ومركز تجاري يشمل أربع كافتيريات وسوقين للبضائع الحرة ومنطقة ألعاب أطفال ومطاعم رئيسية.

## خطوط وشركات الطيران

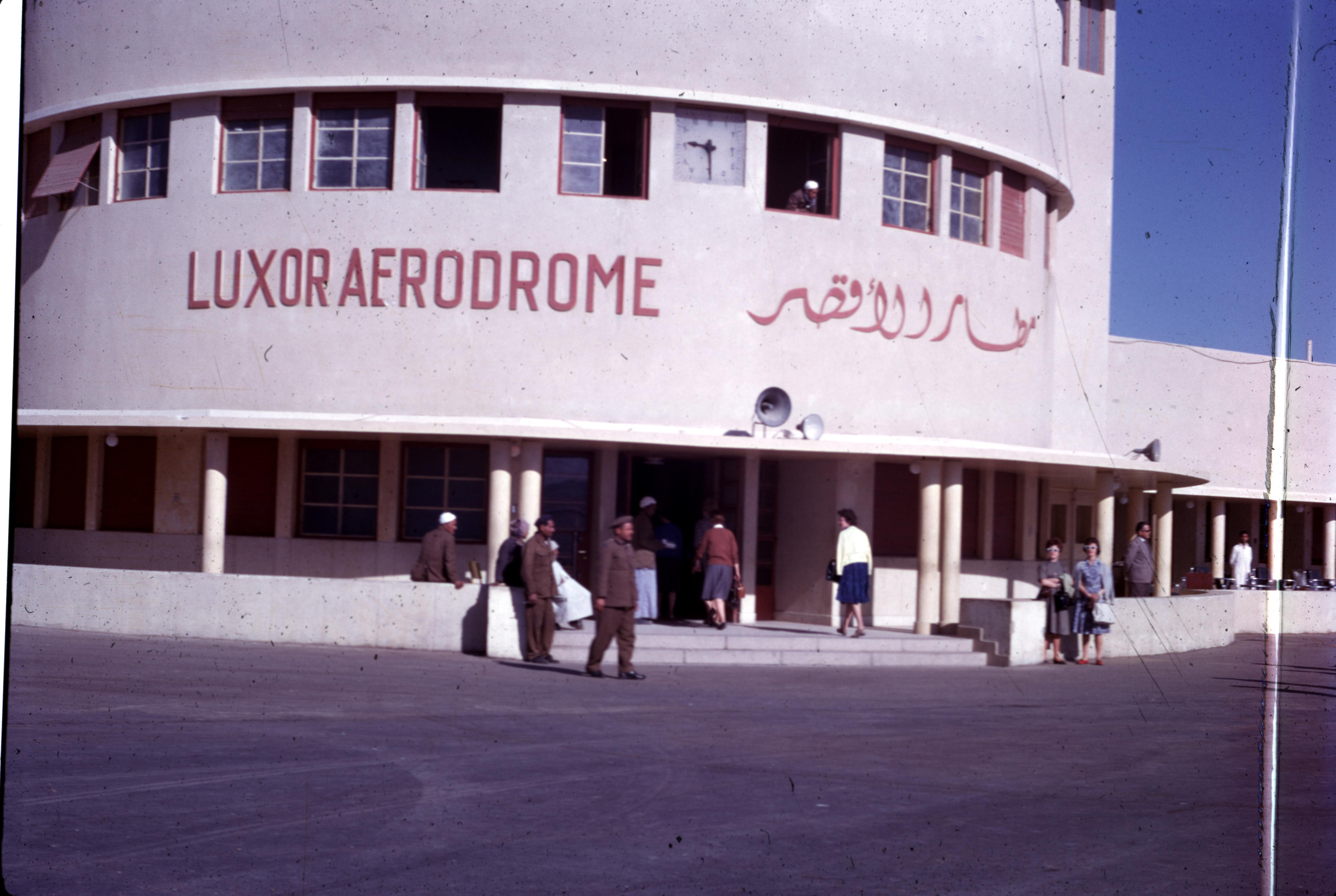
صورة نادرة لمطار الأقصر في ديسمبر 1961، التقطتها كارميل لودر رغم تحذيرات الحراس المسلحين بعدم التصوير.

| شركـات طيـران          | الوجهات |
| ---------------------- | --- |
| الخطوط الجوية الإيجية  | مطار أثينا الدولي |
| إير كايرو              | مطار بلباو، مطار بولونيا، مطار القاهرة الدولي، مطار كاتانيا-فونتاناروسا، مطار الغردقة الدولي، مطار مالقة الدولي، مطار مالبينسا، مطار ليوناردو دا فينشي، مطار شرم الشيخ الدولي، مطار بلنسية موسمي: مطار الملك عبد العزيز الدولي، مطار باريس شارل ديغول، Verona |
| إيزي جيت               | موسمي: مطار غاتويك |
| إديلويس إير            | موسمي: مطار زيورخ الدولي |
| مصر للطيران            | مطار القاهرة الدولي موسمي: مطار لندن هيثرو، مطار مالبينسا، مطار شرم الشيخ الدولي |
| طيران الجزيرة          | مطار الكويت الدولي |
| الخطوط الجوية الكويتية | موسمي: مطار الكويت الدولي (تستأنف 2 يوليو 2025) |
| لوكس إير               | موسمي: مطار لوكسمبورغ (تستأنف 3 مارس 2025) |
| نيوس (شركة طيران)      | موسمي: مطار مالبينسا |
| نسما للطيران           | موسمي: مطار القاهرة الدولي، مطار الملك عبد العزيز الدولي |
| النيل للطيران          | مطار القاهرة الدولي موسمي عارض: مطار مالبينسا، مطار ليوناردو دا فينشي |
| خدمات البترول الجوية   | موسمي عارض: مطار القاهرة الدولي |
| Sundair                | موسمي: مطار برلين براندنبرغ |
| ترانسافيا              | موسمي: مطار باريس أورلي |
| توي للطيران            | موسمي: مطار غاتويك، مطار مانشستر |
| توي فلاي بلجيكا        | موسمي: مطار بروكسل الدولي |
| توي فلاي ألمانيا       | موسمي: مطار دوسلدورف الدولي |
| خطوط فيولينغ الجوية    | موسمي: مطار برشلونة الدولي |